# Wacław Jastrzębski (oficer piechoty)
Wacław Jastrzębski (ur. 20 maja 1894, zm. ?) – kapitan piechoty Wojska Polskiego.

## Życiorys
Syn Józefa. Brał udział w I wojnie światowej. Po odzyskaniu przez Polskę niepodległości został przyjęty do Wojska Polskiego. Został awansowany do stopnia kapitana piechoty ze starszeństwem z dniem 1 czerwca 1919. Został przydzielony do 54 pułku piechoty w garnizonie Tarnopol i w 1923 jako oficer nadetatowy tej jednostki służył w Dowództwie Okręgu Korpusu Nr X w garnizonie Przemyśl. W 1924 służył w 6 pułku Strzelców Podhalańskich w garnizonie Sambor. W 1928, jako oficer tej jednostki, był przydzielony do Centrum Wyszkolenia Strzeleckiego Piechoty (Centralna Szkoła Strzelnicza). W 1932 był przydzielony do 2 pułku Strzelców Podhalańskich w Sanoku. Po wybuchu II wojny światowej w okresie kampanii wrześniowej pełnił funkcję szefa sztabu Warszawskiej Brygady Obrony Narodowej.

## Ordery i odznaczenia
- Srebrny Krzyż Zasługi (17 marca 1934)[9]
- Medal 10 Rocznicy Wojny Niepodległościowej (Łotwa)[10]